# Ahmed Trabelsi
Ahmed Trabelsi, né le 27 juillet 1973, est un footballeur tunisien jouant au poste de défenseur.
Durant sa carrière, il évolue au Club africain et au Club athlétique bizertin.
Il dispute également la coupe d'Afrique des nations 1996 avec la sélection nationale.

## Palmarès
- Vainqueur du championnat de Tunisie : 1996
- Vainqueur de la coupe des clubs champions arabes : 1997
- Finaliste de la coupe d'Afrique des nations : 1996